# Raymond Platel
Raymond Platel (Gent, 2 oktober 1906 – Embourg, 26 maart 1999) was een Belgisch componist, dirigent en zanger.
Hij was zoon van bariton August Platel. Ook zijn broers Jean Platel en Georges Platel kwamen in de muziekwereld, Jean was zanger, Georges cellist. Hijzelf trouwde met de Luikse zangeres Lucienne Delvaux (1916-2015).
Hij studeerde aan het Koninklijk Conservatorium Gent in de vakken notenleer, zang, viool, harmonieleer en lyrische kunst. Voor diverse studies behaalde hij eerste en tweede prijzen. Al daarvoor had hij zijn onderwijzers- en kandidaatsdiploma Universiteit van Gent gehaald, niet op het vlak van de muziek maar wiskunde. Aanvullende muziekstudies, waaronder contrapunt vonden plaats bij Leo Moeremans, Cyriel Van den Abeele en Jef Van der Meulen. Beide studies combineerde hij gedurende zijn leven. Hij was wiskundeleraar aan het "Hoger Technisch Instituut" te Gent (1925-1967) en leraar stemvorming aan de Koninklijke Toneelschool Gent.
Op zanggebied was hij te horen in het concertcircuit met ook optredens voor de Nationaal Instituut voor de Radio-omroep en dan met name voor 1940. In die periode was hij ook dirigent van het mannenkoor Het Volk (1928-1940). Na de Tweede Wereldoorlog dirigeerde hij bij de Koninklijke Opera Gent (1946-1951, en kwam in het seizoen 1970-1971 voor een jaar terug. In de zeventiger jaren wijdde hij zich aan musicologie en werd hij penningmeester van de Société Liegoise de Musicologie.
Van zijn werken zijn bekend gebleven:
- 1927: operette Rozenknopje
- 1927: De winter (ballet met solisten, koor en orkest)
- 1934: Mietje op tekst van Guido Gazelle
- 1935: Het lied van den dood op tekst van Frans van Raemsdonck
- 1942: operette In 't schuttershof
- toneelmuziek voor Quo Vadis, Heer Halewijn, De Leeuw van Vlaanderen, Elias, Lancelot van Denemarken en Pierlala